# Los Lapachos
Los Lapachos es una localidad argentina ubicada en el Departamento El Carmen de la Provincia de Jujuy. Se encuentra sobre la Ruta Provincial 43, a 3,5 km de la Ruta Nacional 34.
La localidad cuenta con la Estación de ferrocarril Maquinista Verón, en homenaje al maquinista de locomotora de un trágico siniestro en 1920; antes de dicho acontecimiento era conocida como "Apeadero km 1108,7". Desde esta estación parte un ramal industrial hacia la planta de Cementos Minetti en Puesto Viejo.

## Economía
Entre los cultivos de la zona se encuentran: caña de azúcar, tabaco, legumbres, frutilla, soja.